# Innocenzo Spinazzi
Innocenzo Spinazzi (Rome, 1726 – Florence, 1798) est un sculpteur italien rococo du XVIIIe siècle, qui fut actif à Rome et Florence.

## Biographie
Innocenzo Spinazzi est le fils d'un orfèvre et fut d'abord l'apprenti de Giovanni Battista Maini.

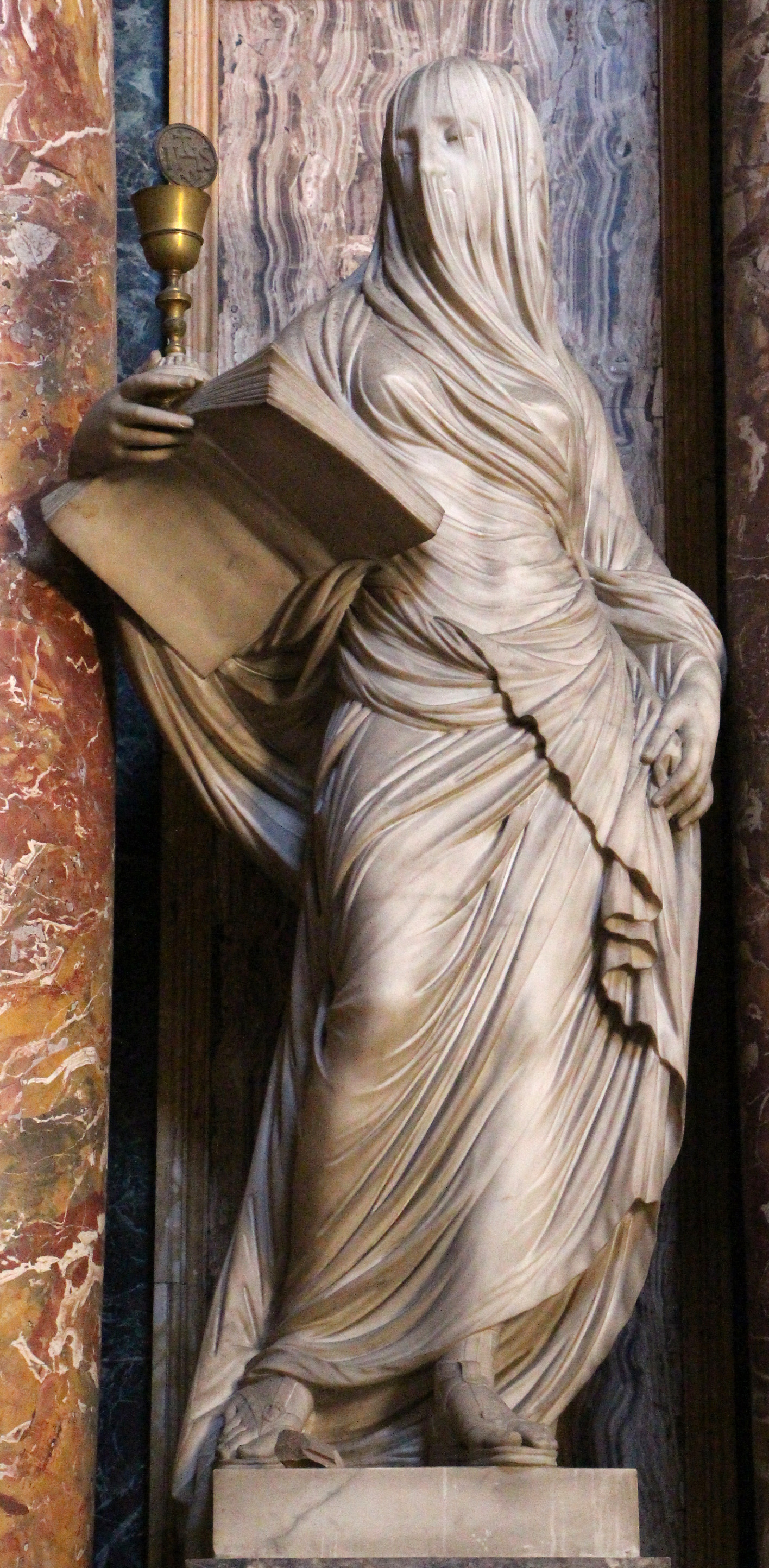
La Pénitence, Santa Maria Maddalena dei Pazzi, Florence

De Rome, il partit à Florence en 1769 comme sculpteur officiel du grand-duc Pierre-Léopold pour compléter quelques fragments antiques en marbre, puis en 1784 il enseigna à l'Accademia di Belle Arti en 1784.
D'autres preuves de sa virtuosité sont visibles dans les figures de la chapelle principale de l'église Santa Maria Maddalena dei Pazzi  (Fede -1781) et Religione -1794)  inspirées du Napolitain  Antonio Corradini.

## Œuvres
- Finition de la statue de San Giuseppe Colasanti (1775), nef de la basilique Saint-Pierre de Rome.
- Buste de Pierre Léopold (1771-1774), Galerie Palatine, Palais Pitti, Florence.
- Tombeau de Giovanni Lami (1770), Santa Croce.
- Tombeau de Angelo Tavanti (1782), Santa Croce.
- Tombeau de Niccolò Machiavelli (1787), Santa Croce.
- Complément par  un ange du groupe du Battesimo di Cristo d'Andrea Sansovino et Vincenzo Danti, Porte du Paradis, Baptistère Saint-Jean (Florence).
- Allégories de la Foi et de la Pénitence, initialement dans l'église Santa Maria Maddalena dei Pazzi, conservées au musée civique de Turin